# Bendik Bö
Bendik Bö, född 1967 är en galopptränare tidigare verksam på Täby Galopp. Tränarlicensen avslutades 2008. Bö som är född i Norge kom till Sverige som jockey i slutet av 1980-talet och red framförallt för Olle Stenström. Efter att under ett par år varit tillbaka i hemlandet kom han åter och etablerade sig i Sverige som tränare 2004. Verksamheten växte då han efter Michael Kahns bortgång övertog hans hästar i träning. 
Under hösten 2008 tillkännagavs att Bendik Bö gått i konkurs. Amatörtränare Lars Bexell blev tränare för de hästar som fanns kvar i träning. Våren 2009 meddelades att Bö ej skulle återfå sin licens då rekonstruktionen av företaget ej godkändes. 